# لين أكين
لين أكين (بالإنجليزية: Len Akin)‏ هو لاعب كرة قدم أمريكية أمريكي، ولد في 8 أبريل 1916 في ماككيني في الولايات المتحدة، وتوفي في 5 مارس 1987.